# Eishockey in Frankfurt

Logo der Eintracht Frankfurt (1959–1991)

Eishockey wird in Frankfurt seit den 1930er Jahren gespielt. Bekanntester Club der Stadt waren die Frankfurt Lions, welche 2004 die deutsche Meisterschaft in der Deutschen Eishockey Liga gewannen. 2010 meldeten die Lions Insolvenz an. Nachfolger und derzeit höchstklassige Mannschaft Frankfurts sind die Löwen Frankfurt, die seit 2022 in der DEL spielen.

## Geschichte

### Vorgeschichte

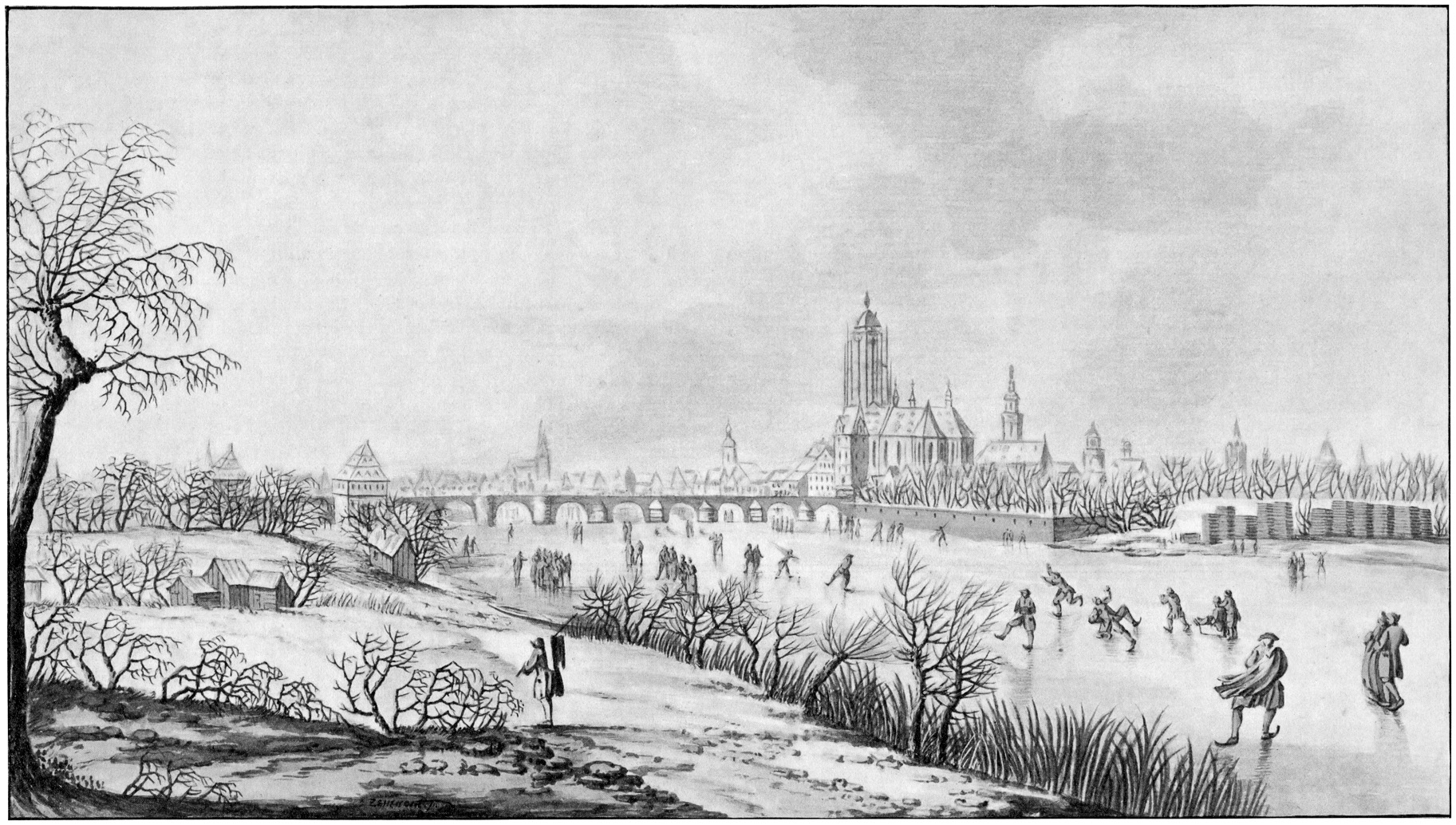
Johann Caspar Zehender: „Schlittschuhläufer im Osten der Stadt“
(1773)

Schlittschuhlaufen (damals: Schrittschuhlaufen) und Spiele auf dem vereisten Main waren seit Jahrhunderten ein Volkssport. Das Schlittschuhlaufen auf präparierten Flächen entwickelte sich zum Sport der Oberschicht, hier kamen auch moderne Stahlkufen zum Einsatz, statt der bisherigen Knochenkufen. Bekanntester Läufer war Goethe, der sogar den Main beleuchten ließ, um auch nachts laufen zu können, im Darmstädter Kreis fand er Gleichgesinnte.
1861 wurde der „Frankfurter Schlittschuhclub“ gegründet, in dessen Nachfolge der heutige SC SAFO Frankfurt steht. Aufgrund der geografischen Lage sind seit je her in Frankfurt die Winter kürzer, um einen Ersatz für das Schlittschuhlaufen zu bieten wurde 1877 der „Skating Rink“ im Palmengarten eröffnet, eine Rollschuhbahn-Halle. 1882 wurde in Frankfurt im Rahmen der Deutschen Patent- und Gebrauchsmuster-Ausstellung die erste Kunsteisbahn der Welt eröffnet, die eine Fläche von 520 m² hatte und 2 Monate in Betrieb war, maßgeblich beteiligt an der Anlage war die Linde AG. Ab den 1890er Jahren gab es die erste permanente Eisbahn in Frankfurt, diese befand sich im nördlichen Bereich des Palmengartens. Eishockeyspiele sind jedoch noch nicht belegt.
Die Mitteldeutsche Gummiwarenfabrik Louis Peter AG in Frankfurt-Sachsenhausen produzierte schon in den frühen 1920er Jahren Eishockey-Pucks und Eishockey-Bälle (es wurde auch mit Bällen gespielt), in den frühen 1950er Jahren plante und baute die Lanninger-Regner AG aus Frankfurt Eismaschinen und Kunsteisbahnen.

### Anfänge des Frankfurter Eishockey
Bereits in den späten 1920er Jahren gab es in Frankfurt zahlreiche, zum Teil auch erfolgreiche Eishockeymannschaften.
Der Sportclub 1880 trat 1929 in München gegen die 2. Mannschaft des akademischen Sportclub Zürich an und gewann 3:0.
Im Jahr 1931 standen mit den Mannschaften Sportclub Sachsenhausen Forsthausstraße, SC 1880 Frankfurt und Frankfurter Eissportclub gleich drei Klubs im Halbfinale um die Meisterschaft des Südwestdeutschen Eislaufverbandes.

### Eintracht Frankfurt
Die Eishockeyabteilung von Eintracht Frankfurt wurde 1959 durch Rudi Gramlich gegründet und trug am 14. Januar 1960 in Kronberg unter widrigen Bedingungen (auf einem vereisten Tennisplatz im Licht von Autoscheinwerfern) ihr erstes Spiel aus. Eine standesgemäße Spielstätte konnte aber bereits Ende desselben Jahres bezogen werden: am 10. Dezember 1960 wurde die neben dem Waldstadion errichtete offene Kunsteisbahn eingeweiht, zum Eröffnungsspiel gegen die SG Nürnberg kamen über 10.000 Zuschauer.
Die Eishockey-Eintracht spielte in den Folgejahren (meist vor deutlich geringerer Kulisse) in der Oberliga, bis ihr in der Saison 1968/69 der Aufstieg in die Bundesliga gelang. Der Erfolgstrainer war Georg Kowarik, erfolgreichster Torschütze (12 Tore) war Horst Philipp. Obwohl Philipp in der Folgesaison sogar 26 Treffer erzielen konnte, erreichte die Eintracht nur den 12. Tabellenplatz und stieg wieder in die Oberliga ab. In den folgenden Jahren wechselte der Frankfurter Vorstand mehrmals den Trainer aus. Auf den Erfolgstrainer Georg Kowarik folgte zwei Jahre Larry Palmer, bis schließlich im Jahr 1973 Carlo Jang den Posten des Trainers übernahm.
In der Oberligasaison 1976/77 kamen zum Spiel gegen Preussen Berlin nur 36 zahlende Zuschauer. Daraufhin entschloss sich der Abteilungsvorstand, die Heimspiele der Qualifikationsrunde zur 2. Bundesliga den Gegnern zu verkaufen um die Eishockey-Abteilung am Leben zu erhalten. Nachdem der Verein lange Jahre nur in der Oberliga spielte, strebte das Management höhere Ziele an, auch um neue Zuschauer anzulocken. Deshalb entschloss man sich im Sommer 1980 den erfahrenen Trainer Willi Winkes unter Vertrag zu nehmen.
In der Saison 1980/81 spielte die Eintracht in der neuen Eishalle von Rödermark. Trotzdem kamen pro Spiel nur 300–400 Zuschauer. Deswegen beschloss Abteilungsleiter Günther Herold nach 15 Monaten, in die zugige Kunsteisbahn am Waldstadion zurückzukehren.
Wenige Jahre später erhielt die Mannschaft eine neue und sehr attraktive Spielstätte, die neue Eissporthalle am Ratsweg, die am 27. Dezember 1981 mit einem Länderspiel gegen das Olympiateam der Sowjetunion eröffnet wurde. Auch der sportliche Erfolg kehrte zurück, die Mannschaft stieg 1982 in die 2. Bundesliga auf und erlebte in der neuen Halle einen Zuschauerboom. In der Saison 1985/86 gelang sogar der Wiederaufstieg in die 1. Bundesliga.

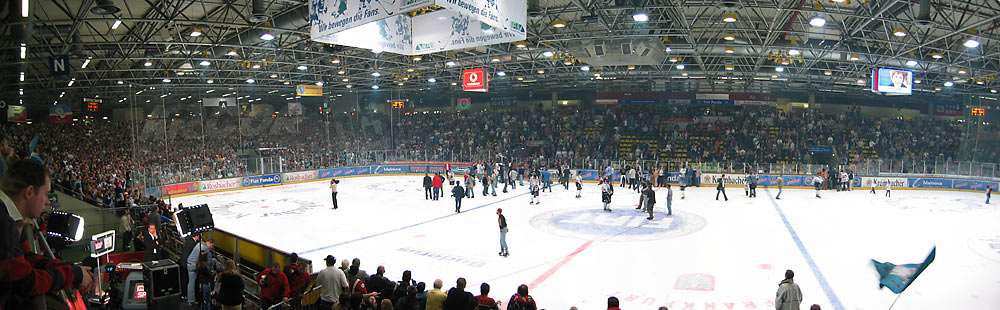
Die Eissporthalle Frankfurt, 1982–91 Spielstätte der Eishockey-Eintracht.

In der Saison 1986/87 wurde der Klassenerhalt nach Platz neun in der Doppelrunde und dem 2. Platz in der Auf/Abstiegsrunde hinter dem BSC Preussen Berlin gesichert. In der zweiten Bundesliga-Saison 1987/88 erreichte man das Play-off-Viertelfinale, in dem man in drei Spielen gegen den Kölner EC unterlag. Durch stetig wachsende Schulden erlebte die Abteilung eine erste Krise. Nur mit viel Mühe erhielt der Verein die Lizenz für die neue Saison. In der dritten Bundesligasaison (1988/89) scheiterte man erst im Play-off-Viertelfinale nach vier Spielen am SB Rosenheim. Durch den Tod von Günther Herold geriet das Frankfurter Eishockey erneut in eine existentielle Krise.
In der Bundesligasaison 1989/90 scheiterte die Eintracht erst im Viertelfinale, erneut an Rosenheim, nach drei Spielen. Die folgende Saison 1990/91 war die sportlich erfolgreichste in der Vereinsgeschichte. Jiří Lála war mit 47 Toren und 59 Assists erfolgreichster Spieler der Eintracht; weitere Leistungsträger waren Mark Jooris, Roger Nicholas, Milan Mokroš und Čestmír Fous. Unprofessionelles Management, eine teure Mannschaft und fehlende Handlungsfreiheiten der Eintracht Frankfurt Eishockeyabteilung führten jedoch zu einem Schuldenberg von über 7 Millionen DM. Am 1. März 1991 beschloss der Vorstand des Gesamtvereins, die Eishockeyabteilung vom Hauptverein Eintracht Frankfurt abzutrennen, um bei einem möglichen Konkurs der Eishockeyabteilung den Hauptverein nicht zu gefährden.
Im Juli 2002 wurde erneut eine Eishockeyabteilung gegründet, der sich die Mitglieder des sich auflösenden EHC Frankfurt anschlossen. Diese spielt in der Saison 2018/19 in der Hessenliga.

### Frankfurter ESC "Die Löwen"
Am 5. März 1991 gründen die Verantwortlichen der aufgelösten Eishockeyabteilung den Frankfurter ESC „Die Löwen“. Man begann die neue Saison in der Regionalliga. Zu einem ersten Freundschaftsspiel am 1. Oktober desselben Jahres kamen über 5.000 Zuschauer. Innerhalb von drei Monaten gewann der Verein 3.500 neue Mitglieder. Nur sieben Monate nach seiner Gründung war der ESC „Die Löwen“ bereits der größte Eishockey-Club in Deutschland. Durchschnittlich verfolgten in der Regionalligasaison 1991/92 über 5.700 Zuschauer die Heimspiele. Auszug aus den Spielresultaten: 3. November 1991: EHC Zweibrücken vs. ESC Die Löwen – 1 : 19; 22. Dezember 1991: ESC Die Löwen vs. EHC Trier – 21 : 2.
Am Ende der Saison schaffte man vor fast 9.000 Zuschauern je Heimspiel den Aufstieg in die Oberliga – dabei waren zweistellige Ergebnisse die Regel. Dazu ein Auszug aus den Spielresultaten: 12. Januar 1992: ESC Die Löwen vs. VERC Lauterbach – 33 : 1; 19. Januar 1992: ESC Die Löwen vs. EC Bad Nauheim 1b – 32 : 0. In der Oberligasaison 1992/93 waren alle Heimspiele mit 7.000 Zuschauern ausverkauft. Zweistellige Ergebnisse waren auch hier keine Seltenheit. So gelang nach einer Saison der Aufstieg in die 2. Bundesliga. 1994 erreichten die Löwen in der ersten Zweitligasaison das Halbfinale, in dem sie dann gegen Augsburg unterlagen. Trotz auch weiter hoher Zuschauerzahlen erwirtschaftete man in dieser Saison ein Minus von fast 1 Mio. DM.

### Frankfurt Lions
Am 25. März 1994 wurde zur Einführung der Profiliga DEL („Deutsche Eishockey Liga“) die „Frankfurt Lions Eishockey GmbH“ gegründet. Die Lions spielten in der Saison 1994/95 in der höchsten deutschen Spielklasse. Im Frankfurter Team spielten Weltstars wie Robert Reichel, der aufgrund eines NHL-Streiks nach Frankfurt geholt wurde, und Jiří Lála, der in dieser Saison erneut erfolgreichster Spieler war. In der ersten DEL-Saison erreichten die Lions 1995 die Play-offs und scheiterten hier nach fünf Spielen an den Kassel Huskies (1:4 Siege). 1996 erreichte der Verein abermals die Play-offs, scheiterte dann aber an den Huskies (0:3).

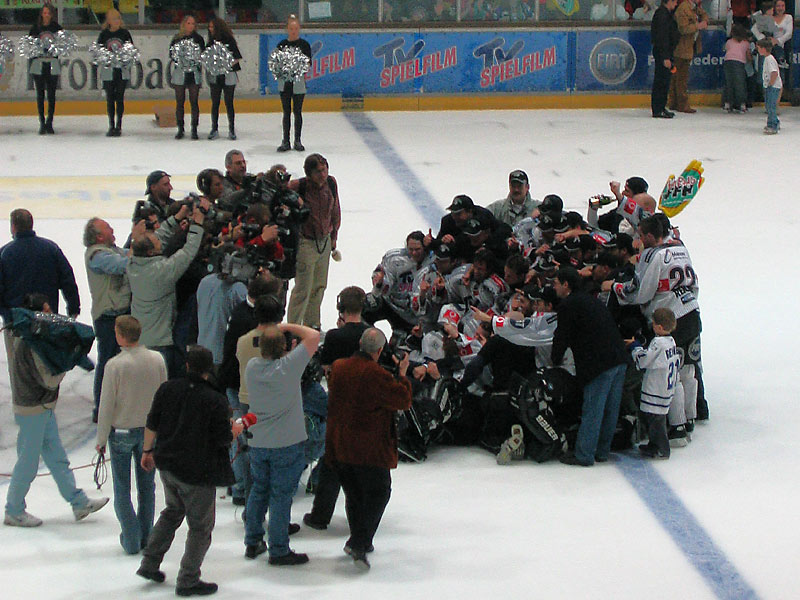
Die Frankfurt Lions nach dem Gewinn der Meisterschaft gegen die Eisbären Berlin am 16. April 2004

1997 hingegen konnte die mittlerweile finnisch geprägte Mannschaft den Abstieg nur knapp verhindern. In der DEL-Saison 1997/98 erreichten die Lions das Halbfinale und scheiterten am späteren Meister Adler Mannheim. Mit dem zweiten Platz nach der Vorrunde qualifizierte man sich für die European Hockey League. Von 1998/99 bis 1999/2000 erreichte man jeweils die Play-offs. Nach einer katastrophalen Saison 2002/03 erreichten die Lions nur den vorletzten Tabellenplatz (Platz 13) und mussten in den Play-downs gegen die Schwenninger Wild Wings antreten. Hier verlor man in sechs Spielen und stieg sportlich ab. Weil der Gegner insolvent war und somit den DEL-Spielbetrieb nach den Liga-Regularien in der kommenden Saison nicht wieder aufnehmen durfte, verblieben die Lions dennoch in der DEL.
In der darauf folgenden Saison 2003/04 gewannen die Frankfurt Lions die deutsche Meisterschaft, nachdem sie in der Hauptrunde nur den fünften Platz belegt hatten. Auch die Saison 2004/05 war zunächst sehr erfolgreich, zog man doch als Tabellenführer nach der Vorrunde in die Play-offs ein, scheiterte jedoch im Halbfinale an den Adler Mannheim. In der Saison 2005/06 konnte man nicht an die starken Leistungen aus den Vorjahren anknüpfen, und verpasste als Neunter die Play-offs.
Im August 2008 verstarb Mitbegründer und Haupteigentümer Gerd Schröder im Alter von 49 Jahren, nachdem er im Frühjahr 2008 einen Schlaganfall erlitten und monatelang im Koma gelegen hatte.
Am 30. Juni 2010 wurde den Frankfurt Lions die Lizenz für die DEL-Saison 2010/11 entzogen und der Spielbetrieb der Lions eingestellt.

### Löwen Frankfurt
Der Stammverein Young Lions Frankfurt setzte unter dem Namen Löwen Frankfurt den Spielbetrieb in der Regionalliga West fort und stieg in der ersten Saison in die drittklassige Eishockey-Oberliga auf. Im August 2012 wurde der Stammverein von Young Lions Frankfurt Eishockey e.V. in Löwen Frankfurt Eishockey e.V. umbenannt.

## Derzeitige Vereine
Im Verein Löwen Frankfurt Eishockey sind heute Nachwuchsmannschaften organisiert. Die Nachwuchsabteilung der Löwen umfassen die Lauf-, Kleinst- und Kleinschüler- sowie die Knaben-, die Schüler-, die Jugend- und die Juniorenmannschaft. Die daraus ausgelagerte Mannschaft der Frankfurt Löwen spielt in der DEL.
In der fünftklassigen Hessenliga spielen außerdem Eintracht Frankfurt und der Frankfurter Eishockey Club Die Eisteufel.

## Übersicht Frankfurter Eishockeyvereine und Mannschaften
| Name                        | Zeit              | Erfolge | Schicksal                                                                              |
| --------------------------- | ----------------- | --- | -------------------------------------------------------------------------------------- |
| Eisteufel Frankfurt         | ab 1984           | |                                                                                        |
| Eintracht Frankfurt         | 1960–1991 ab 2002 | 1969 Aufstieg in die Eishockey-Bundesliga 1986 Aufstieg in die Eishockey-Bundesliga | 1991 Auflösung der Eishockeyabteilung 2002 Wiedergründung der Eishockeyabteilung       |
| Frankfurter ESC „Die Löwen“ | ab 1991           | 1993 Aufstieg in die 2. Bundesliga | Nachwuchs- und Amateurspielbetrieb (Young Lions Frankfurt / Löwen Frankfurt Nachwuchs) |
| Frankfurt Lions             | 1994–2010         | 2004 Deutscher Meister | Insolvenz                                                                              |
| EHC Frankfurt               | ?? bis 2002       | Regionalliga Hessen | Verein wurde 2002 aufgelöst                                                            |
| Löwen Frankfurt             | ab 2010           | 2011 Meister Regionalliga West 2011 Aufstieg in die Eishockey-Oberliga 2014 Meister Oberliga West 2014 Aufstieg in die DEL2 2017 Meister der DEL2 2020 Hauptrundensieger DEL2 (Play-offs wurden wegen der COVID-19-Pandemie nicht ausgespielt und daher auch kein Meister ermittelt) 2021 Meister der DEL2 und Aufstieg in die DEL |                                                                                        |

Eishockeyabteilungen sind noch existent

## Fraueneishockey
Eine Frauenmannschaft nahm in den Anfangsjahren der DEL als Lady Lions am Spielbetrieb der Fraueneishockey-Bundesliga teil und wurde seit 2006/07 nicht mehr zum Spielbetrieb gemeldet.

## Spielstätten

### Kunsteisbahn am Waldstadion
Nach ihrer Gründung im Jahr 1959 bezog die Eishockeyabteilung von Eintracht Frankfurt am 10. Dezember 1960 die
Radrennbahn und Kunsteisbahn Frankfurt, welche 10.000 Zuschauer fasste.

### Eissporthalle Rödermark
In der Saison 1980/81 spielte die Eintracht in der neu errichteten Eissporthalle der Nachbarstadt Rödermark, da Frankfurt bis zu diesem Zeitpunkt keine eigene Halle besaß. Aufgrund des geringen Zuschauerzuspruchs beschloss Abteilungsleiter Günther Herold jedoch nach nur nach 15 Monaten, wieder auf die Kunsteisbahn am Waldstadion zurückzukehren.

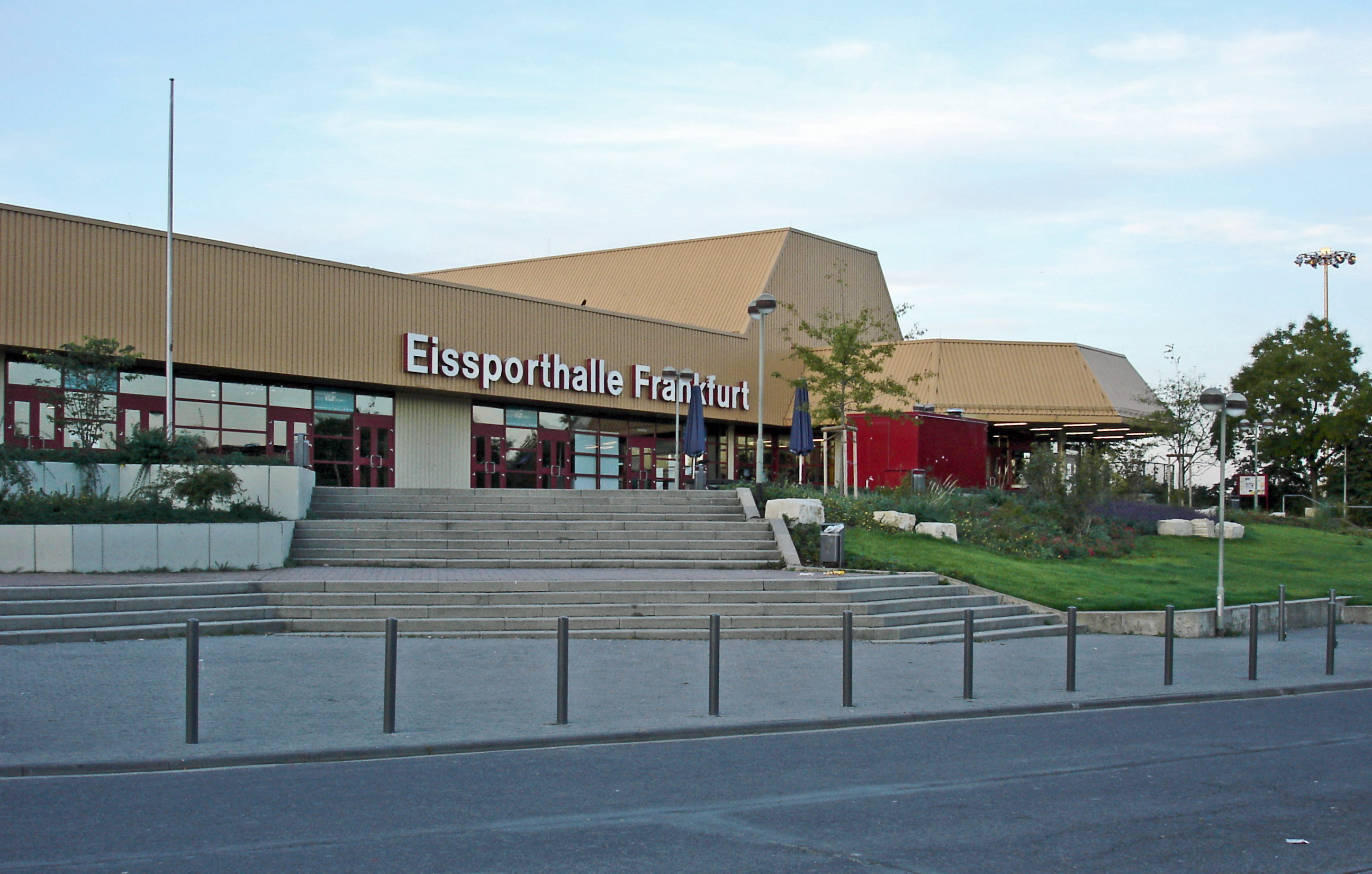
Eissporthalle in Frankfurt am Main

### Eissporthalle Frankfurt
Die neue Eissporthalle am Ratsweg, die der Eintracht ab der Saison 1981/82 als Heimstadion diente, wurde am 19. Dezember 1981 errichtet und galt lange als eine der modernsten Hallen ihrer Art in Deutschland. Neben der Haupteisfläche in der Größe eines Eishockeyfeldes, die von 7000 Zuschauerplätzen, davon ungefähr 3500 Sitz- und 3500 Stehplätzen, umgeben ist, verfügt die Anlage über eine geschlossene kleinere Eishalle sowie einen großen 400 Meter langen Außenring. Ein weiteres von einem Zeltdach überspanntes Eishockeyfeld wird im Sommer zu Tennisplätzen umfunktioniert. Auch die Nachfolgemannschaften Frankfurter ESC, Frankfurt Lions und Löwen Frankfurt trugen oder tragen ihre Heimspiele im Eisstadion aus.